# Georg Hulbe

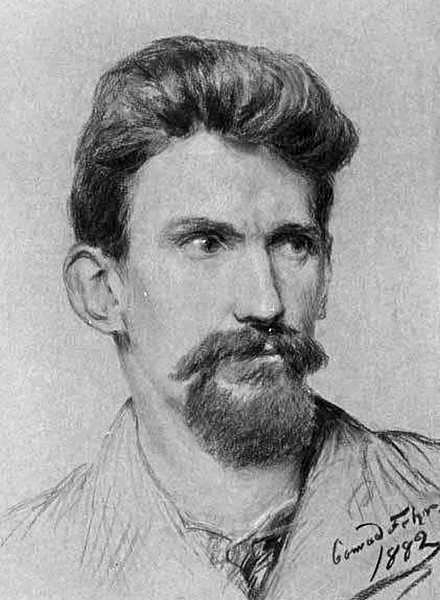
Der junge Georg Hulbe

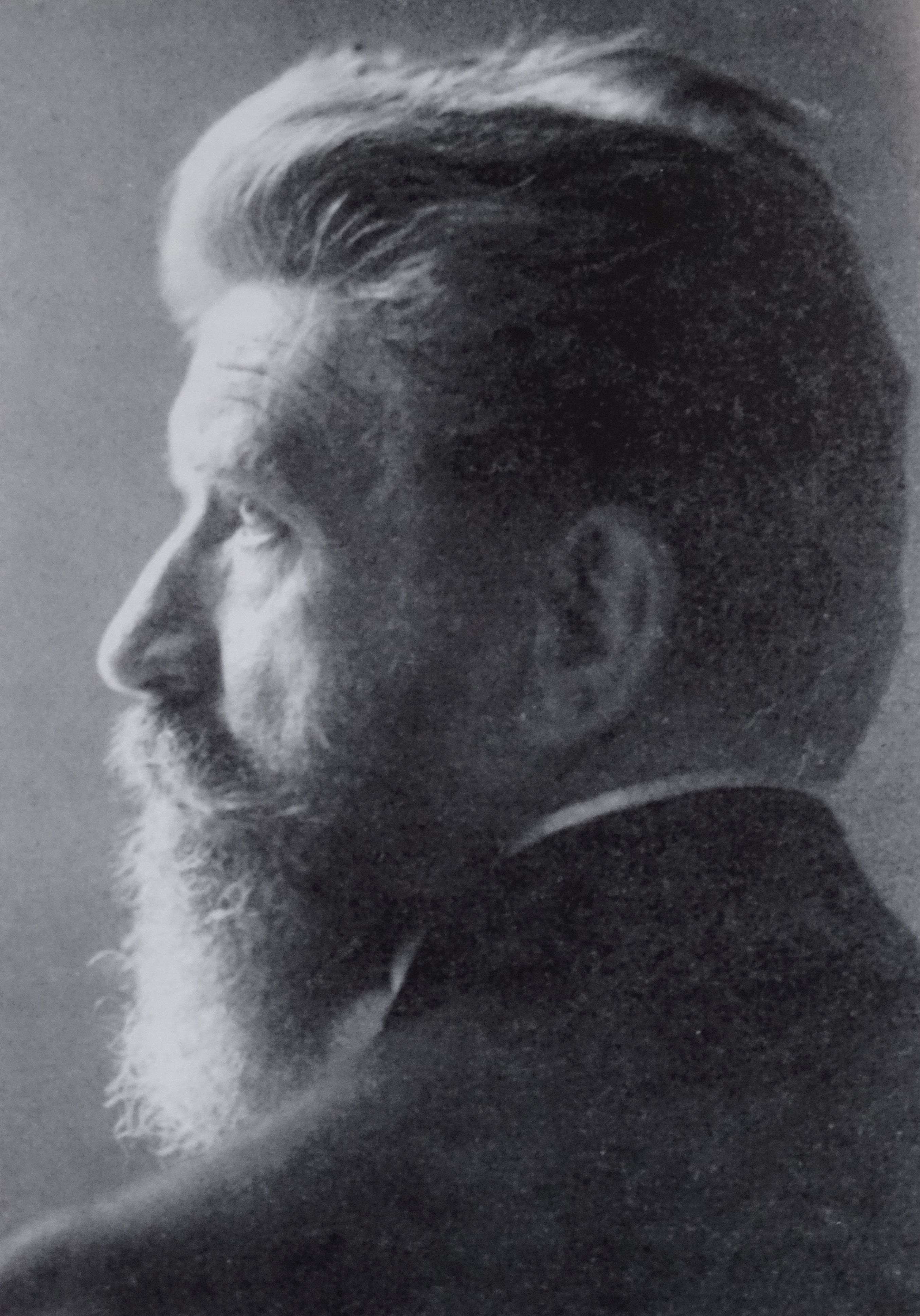
Der alte Georg Hulbe

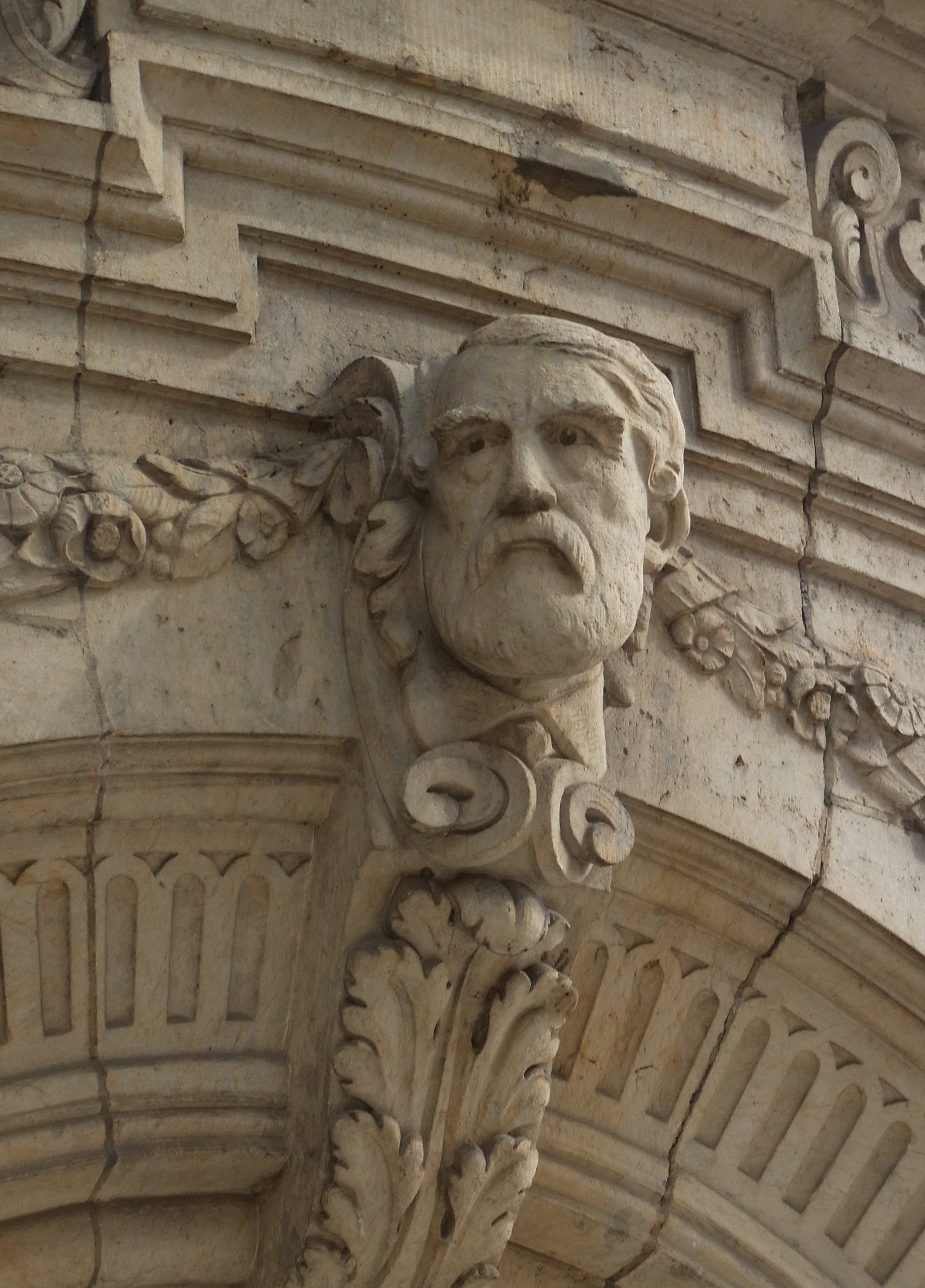
Hulbes Porträt am Hulbe-Haus in der Mönckebergstraße

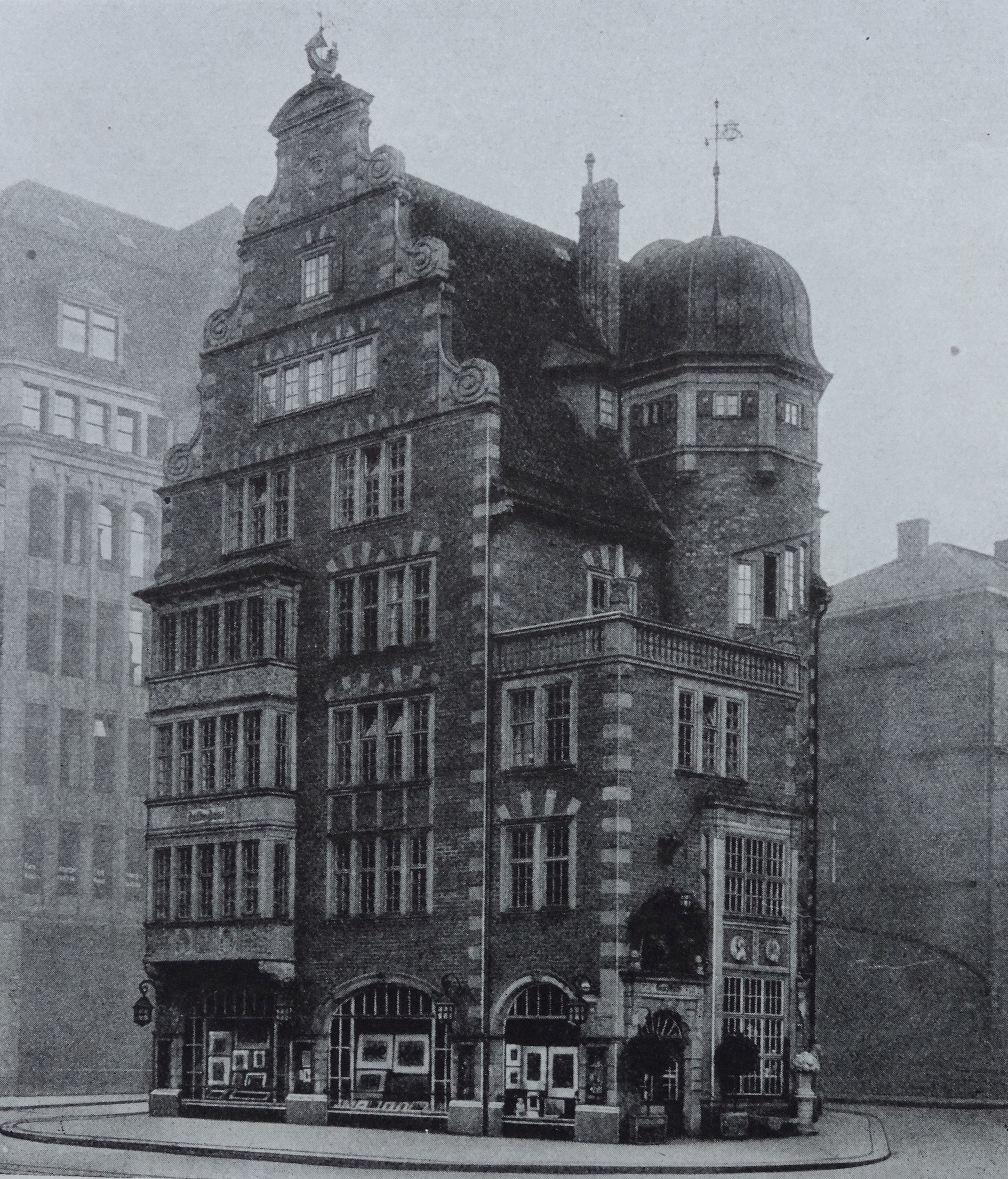
Das Hulbe-Haus in der Mönckebergstraße 1914

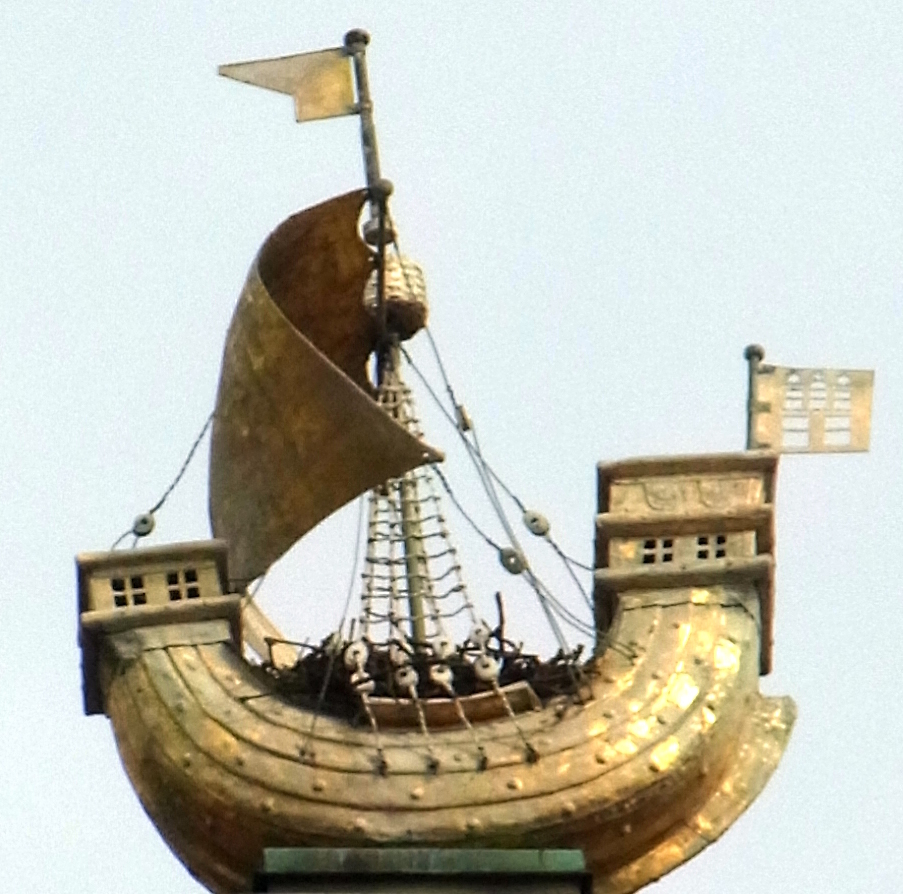
Die goldene Kogge auf dem Giebel des Hulbe-Hauses

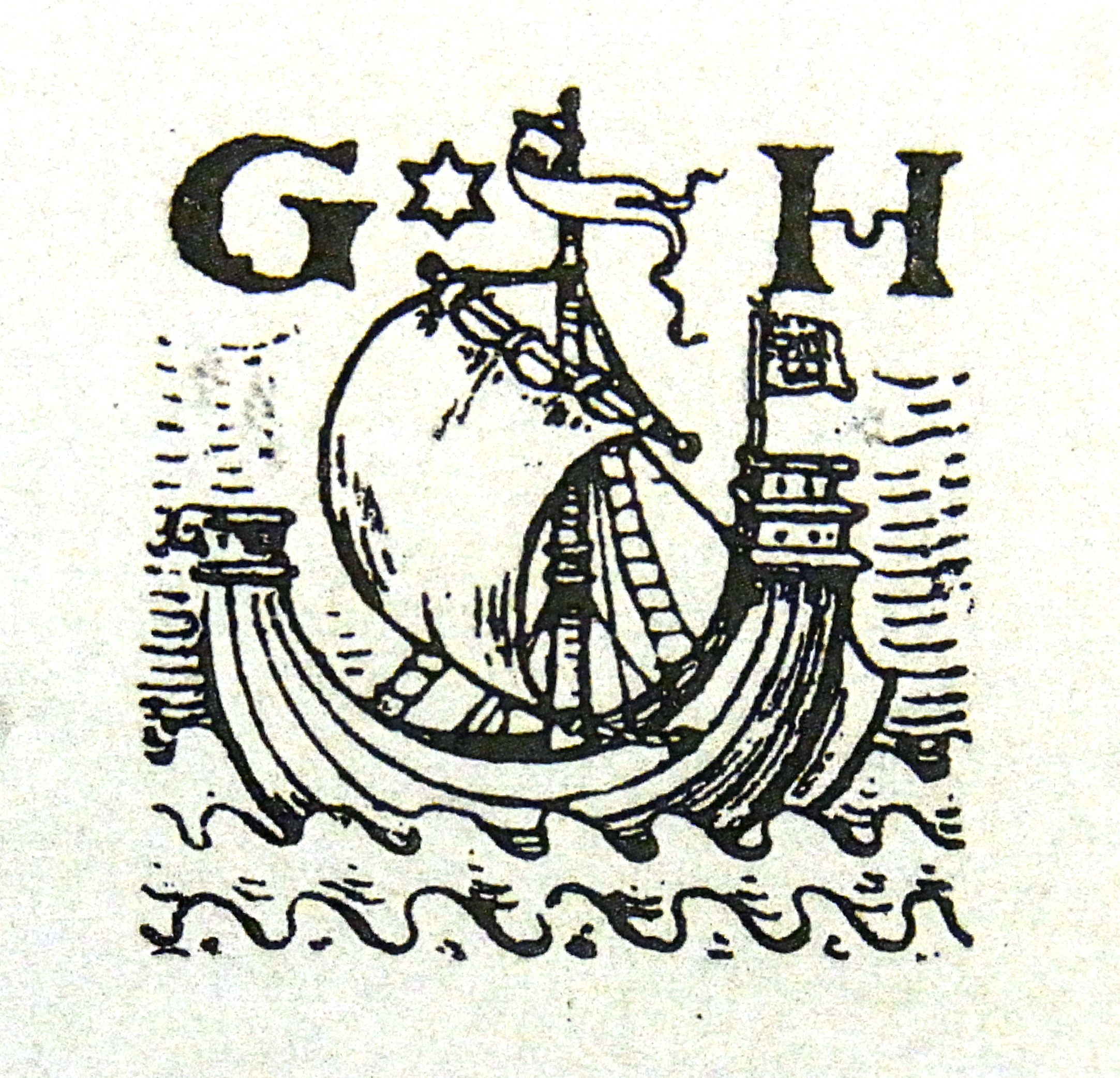
Die Kogge als Signet der Firma von Georg Hulbe

Georg Hulbe (* 27. September 1851 in Kiel; † 16. November 1917 in Hamburg; vollständiger Name: Georg Ernst Friedrich Hulbe) war ein deutscher Buchbinder und Leder-Kunsthandwerker zur Zeit des Historismus und des Jugendstils in Hamburg.

## Leben und Werk
Nach seinem Umzug nach Hamburg hatte Hulbe seine erste Werkstatt zunächst in Barmbek, dann an der Alstertwiete. Von 1884 bis 1889 in der Lindenstraße 13 im Stadtteil St. Georg. 1885 kam eine Werkstatt in der Bergstraße 23 und in der (Altonaer) Bachstraße 63 (heute Pepermölenbek) hinzu. Nach Abschluss der großen Aufträge für den Berliner Reichstag und das Hamburger Rathaus verlagerte er 1889 diese Werkstätten auf die eigenen Grundstücke in der Lindenstraße 43/47. Von 1894 bis 1911 gab es auch einen Verkaufsladen am Jungfernstieg 26 (Hamburger Hof), bevor das eigene Gebäude in der Mönckebergstraße 21, das Hulbe-Haus, fertiggestellt wurde. Von 1887 bis 1911 war in Berlin ein Zweigbetrieb bzw. eine Verkaufsstelle in der Leipziger Straße 121 vorhanden. Auch die damalige Filiale in Frankfurt am Main lag in einer exklusiven Lage (Goethestraße 19).
Das Hulbe-Haus in der 1908 neu angelegten Mönckebergstraße in Hamburgs Innenstadt ließ er sich 1910 als eigenes neues „Kunstgewerbehaus“ direkt unterhalb der Petrikirche 1910 von dem Architekten Henry Grell (1870–1937) bauen. Es diente nicht nur als Verkaufsstätte für eigene und fremde kunsthandwerkliche Produkte, sondern auch als Raum für Kunstausstellungen. Das Haus mit seiner besonderen Fassadengestaltung und Dachlandschaft wurde bekrönt von einer vergoldeten Kogge, dem Signet Hulbes, das man auch als Meisterstempel auf vielen seiner Werke findet. Hulbe war Mitglied im Hamburger Künstlerverein von 1832.
Hulbe fertigte hochwertige und hochpreisige Leder-Arbeiten, Schreibmappen, Paravents, Schatullen, Möbel, Tapeten und anderes an. Besonderes Merkmal war die mit großer Kunstfertigkeit und in hoher Qualität ausgeführte Punzierung und Prägung, bei Leder auch Gaufrieren genannt. Unter anderem fertigte er die Leder-Ausstattung des Hamburger Rathauses und des Reichstags in Berlin.
Zur Einweihung des Hamburger Rathauses im Jahre 1897 fertigte er das Goldene Buch der Stadt an. Die Lederschnittarbeit zeigt auf dem Vorderdeckel das Hamburger Staatswappen, darunter die Devise „Gott mit uns“. Die Ecken bestehen aus handgetriebenen und vergoldeten Silberbeschlägen, der Rückdeckel trägt den deutschen Reichsadler.
Das von ihm gefertigte Goldene Buch der Stadt Posen ist mit Handmodellierungen verziert, auch die Ecken sind in Handarbeit aus Silber getrieben. Der gesamte Einband wurde vergoldet, an den erhabenen Stellen scheint das rote Leder hindurch, um den Eindruck von Alter und Abgegriffensein von Anfang an hervorzurufen.
Er fertigte eine Stammtafel in Leder für das Haus Bismarck-Schönhausen an. Die autotypische Nachbildung aus dem Jahre 1904 zeigt einen Zweig der Familie in einer Lederschnittarbeit. Die Metalle wurden in Gold und Silber behandelt, die Wappen bemalt, die einzelnen Mitglieder des Hauses in von Eichenzweigen verbundenen Wappenschilden dargestellt.

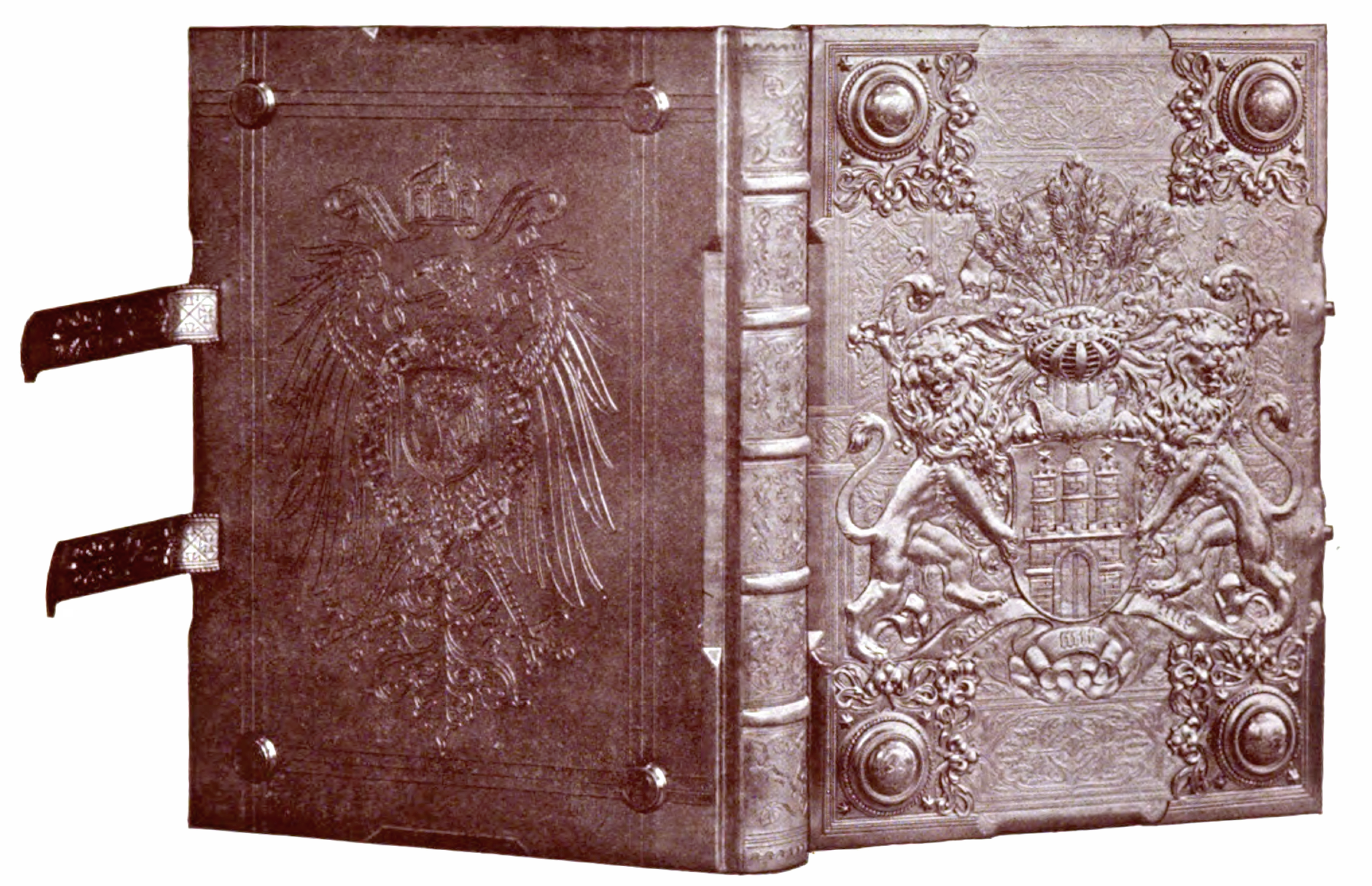
Goldenes Buch der Stadt Hamburg
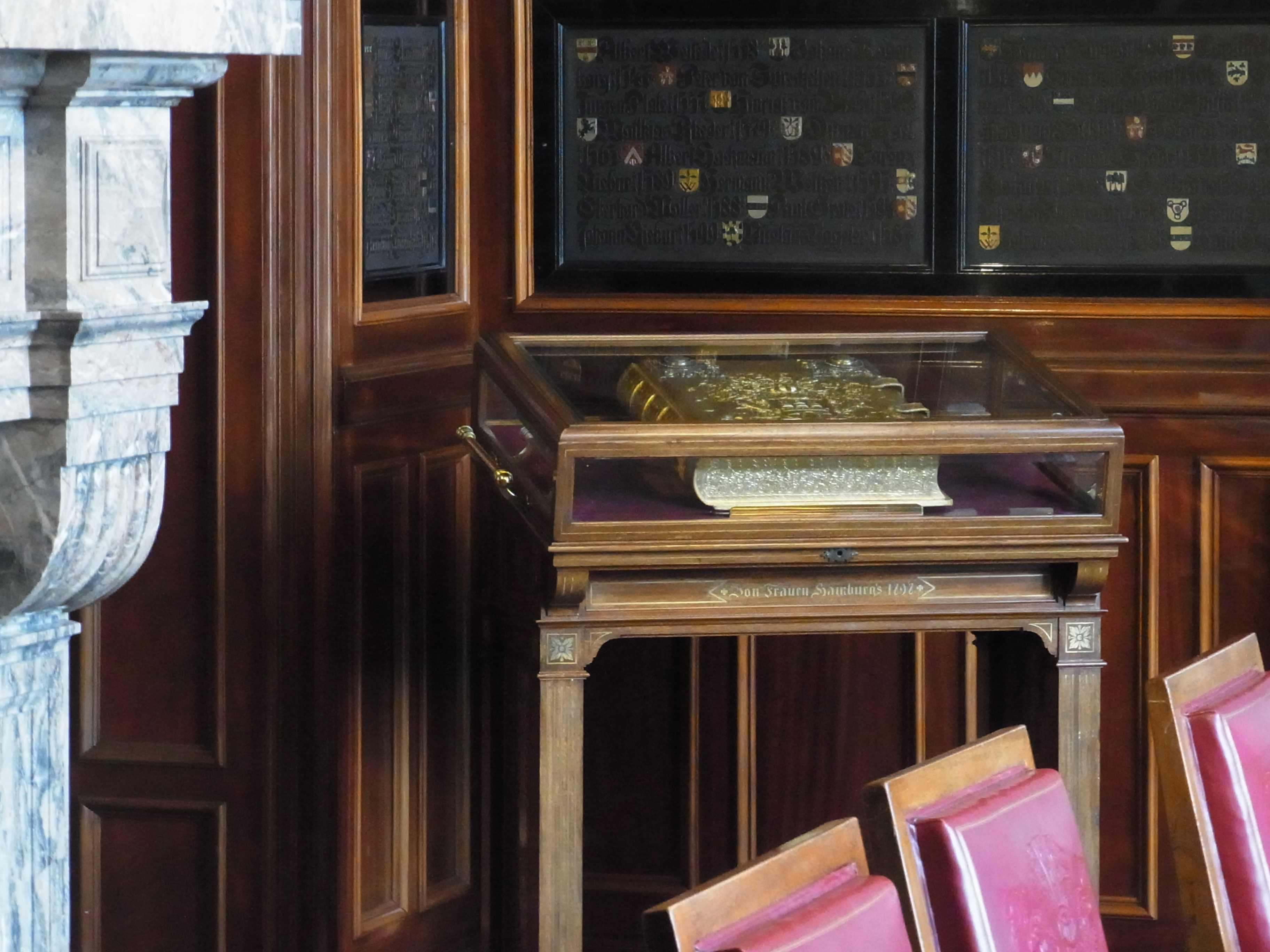
Vitrine mit dem Goldenen Buch
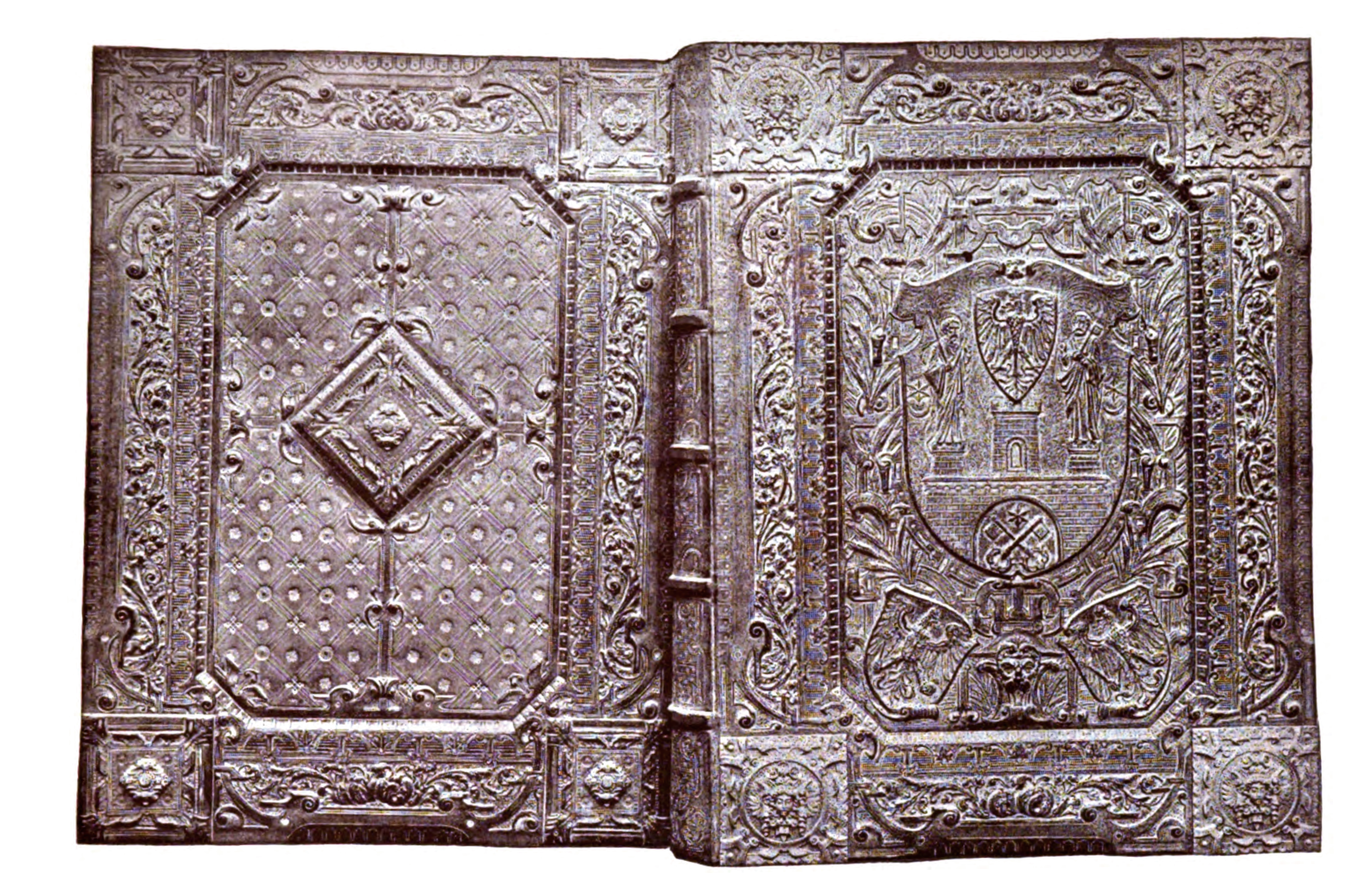
Goldenes Buch der Stadt Posen
Stammbaum des fürstlich Bismarck´schen Hauses
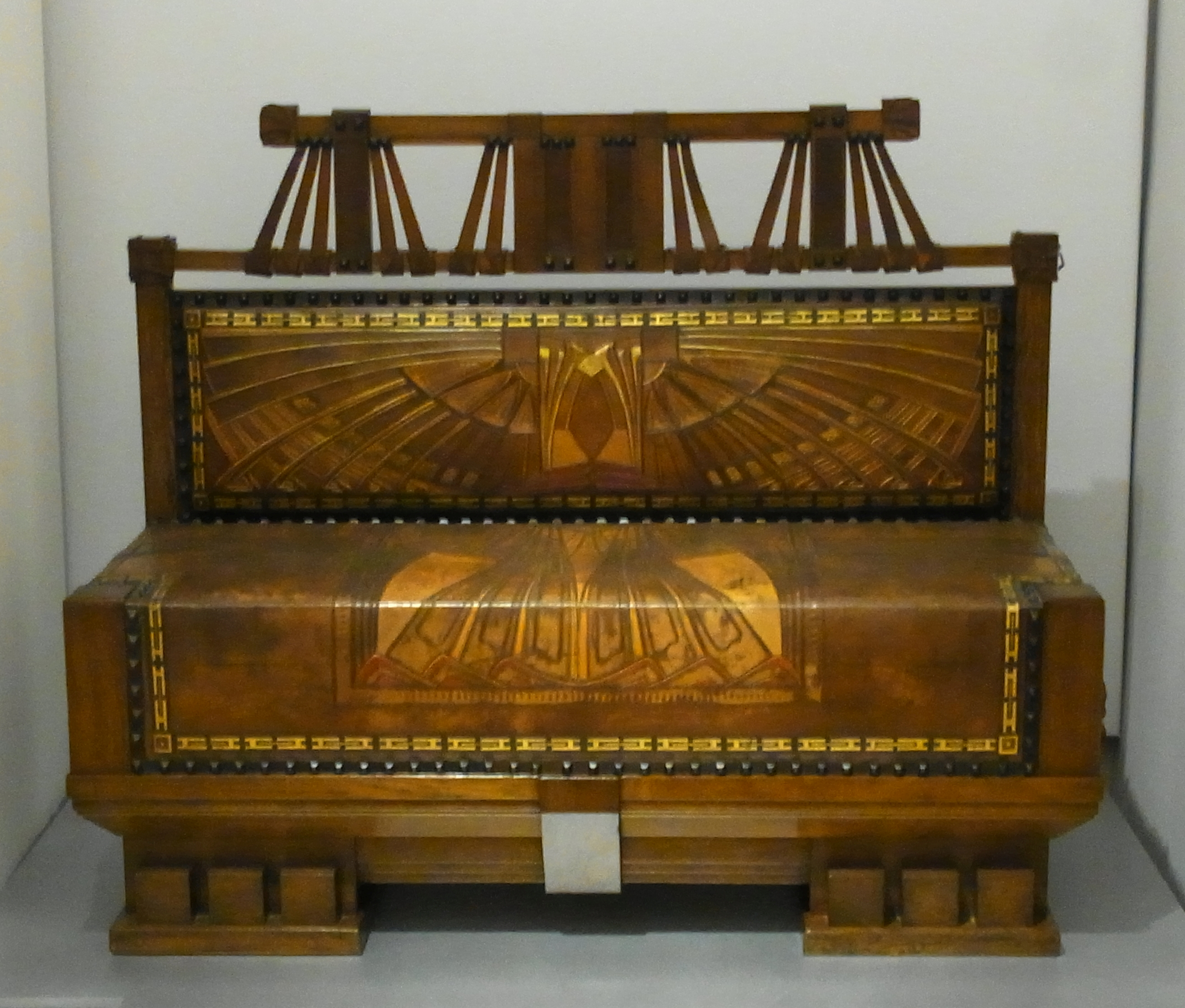
Eine 1902 entstandene Bank von Georg Hulbe

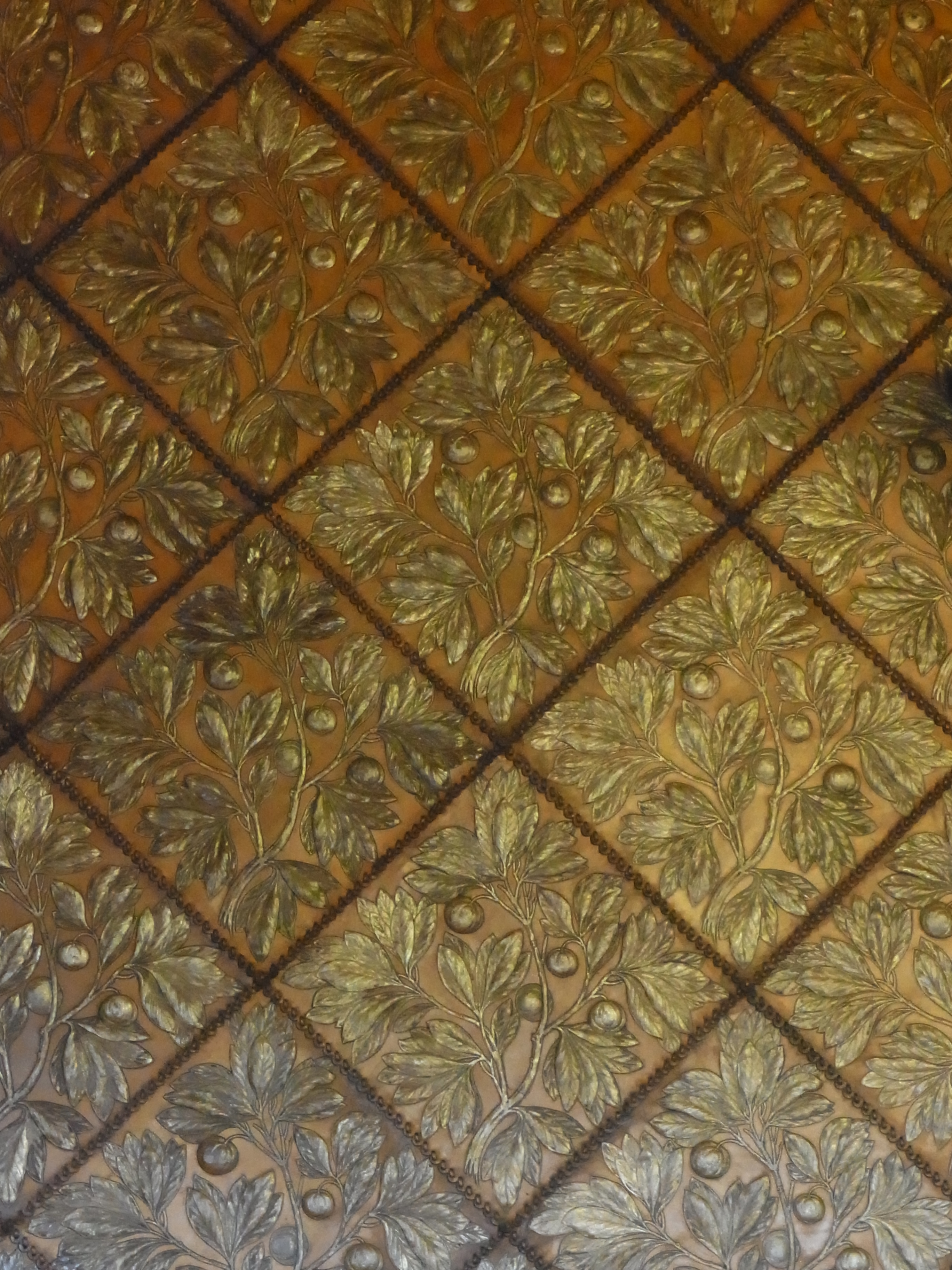
Ledertapete im Kaisersaal …
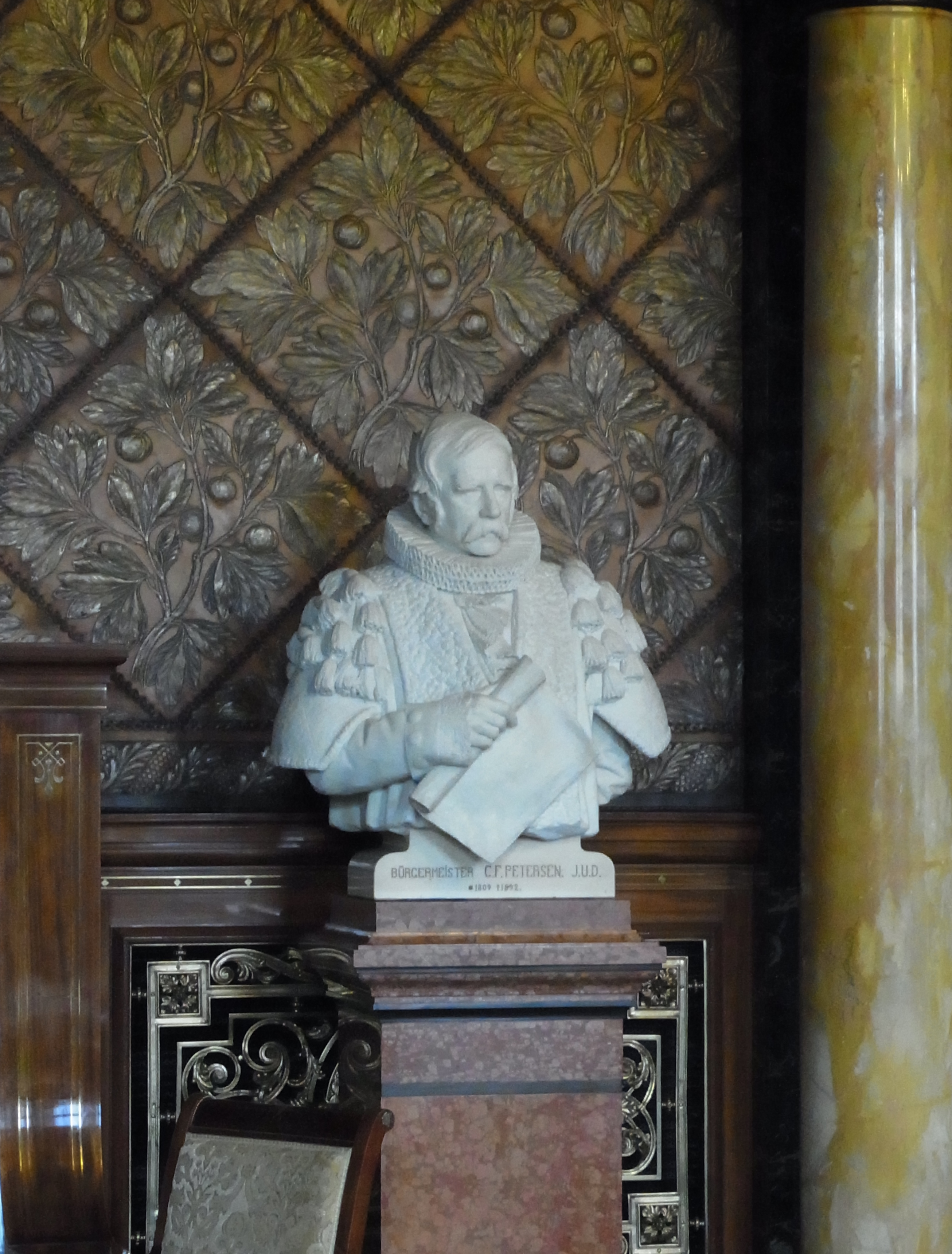
… des Hamburger Rathauses
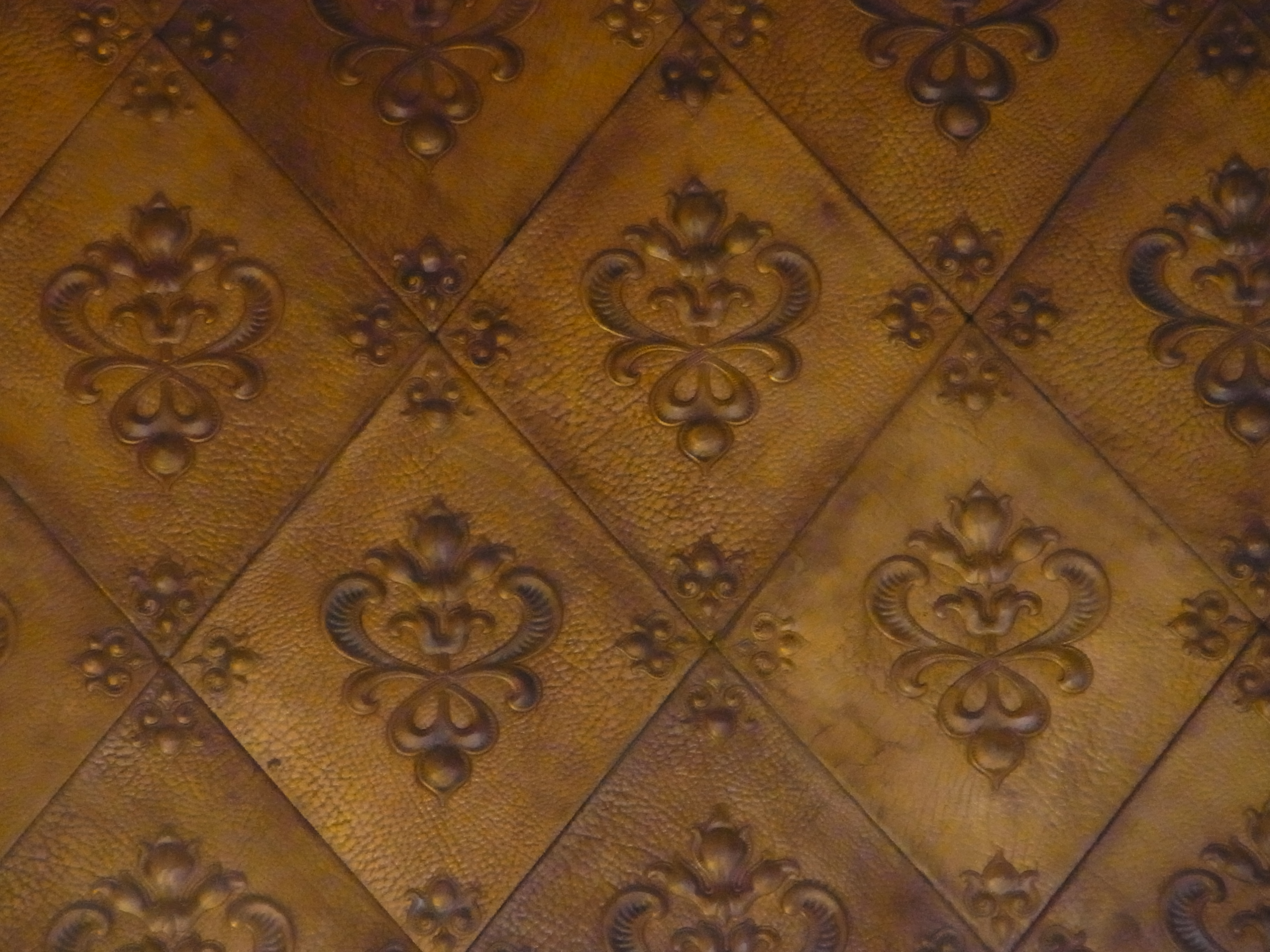
Ledertapete im Bürgermeistersaal …
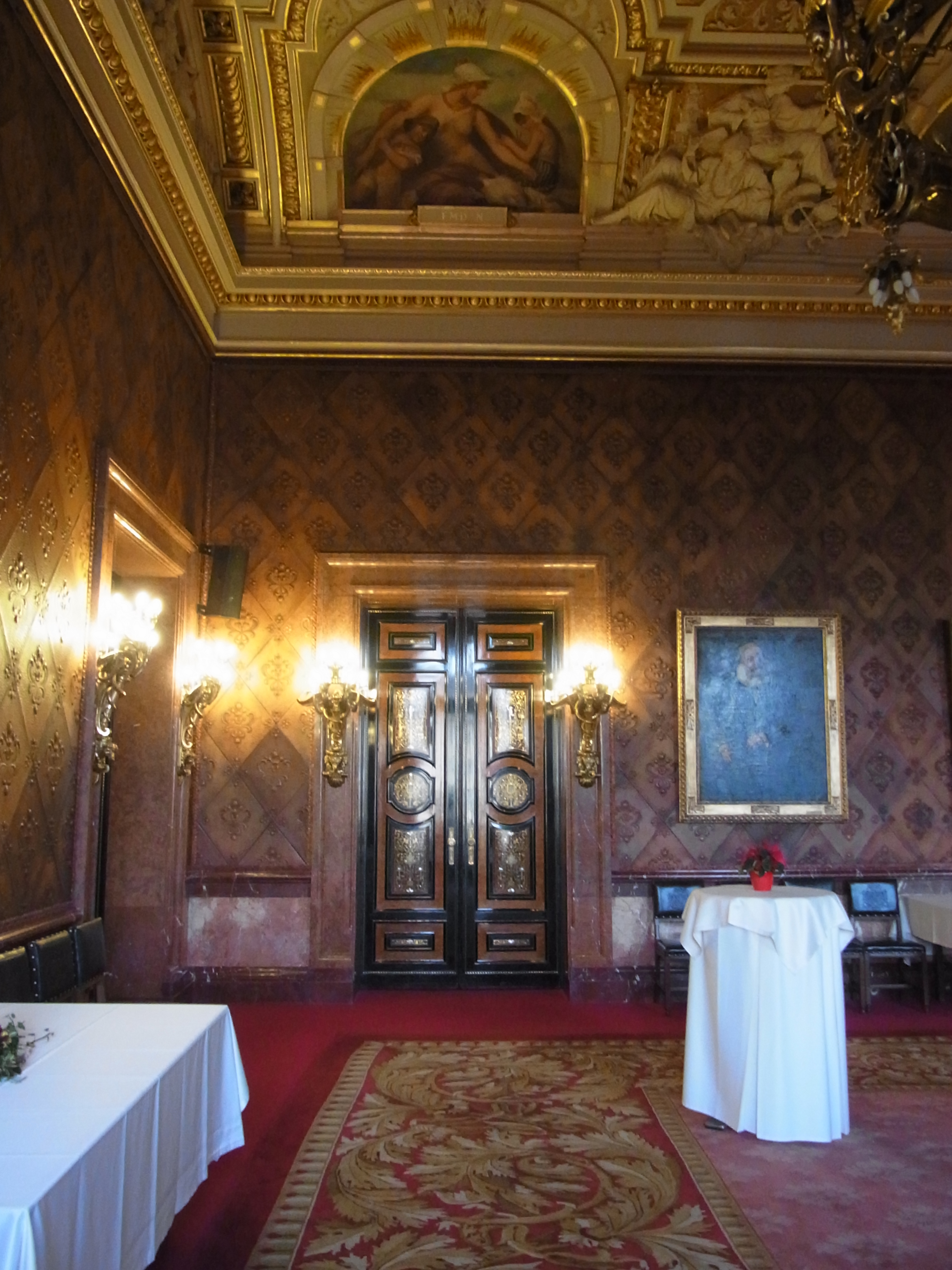
… des Hamburger Rathauses

Hulbe war 1899 Preisrichter eines Wettbewerbs um die Gestaltung eines Stollwerck-Sammelalbums für Stollwerck-Sammelbilder zusammen mit dem Sammler Justus Brinckmann, dem Architekten Wilhelm Emil Meerwein und dem Maler Julius Christian Rehder aus Hamburg sowie dem Architekten Bruno Schmitz aus Berlin. Zahlreiche Artikel der damaligen Fachpresse dokumentieren das hohe Ansehen Georg Hulbes als Kunsthandwerker.
Hulbe wohnte seit 1892 in Bergedorf, zunächst in der Jacobstraße 4a (heute Duwockskamp). Dann ließ er sich 1896 am Ende des Reinbeker Wegs am Rande eines weitläufigen bewaldeten Gartens in der späteren Hochallee 3 (heute Pfingstberg) die „Villa Waldheim“ bauen. Architekt war Johann Gottlieb Rambatz (1859–1920), das Haus wurde 1959 abgebrochen. Der außergewöhnlich große Garten wurde parzelliert und ist heute mit Einfamilienhäusern mit der Straßenbezeichnung Hulbepark bebaut.

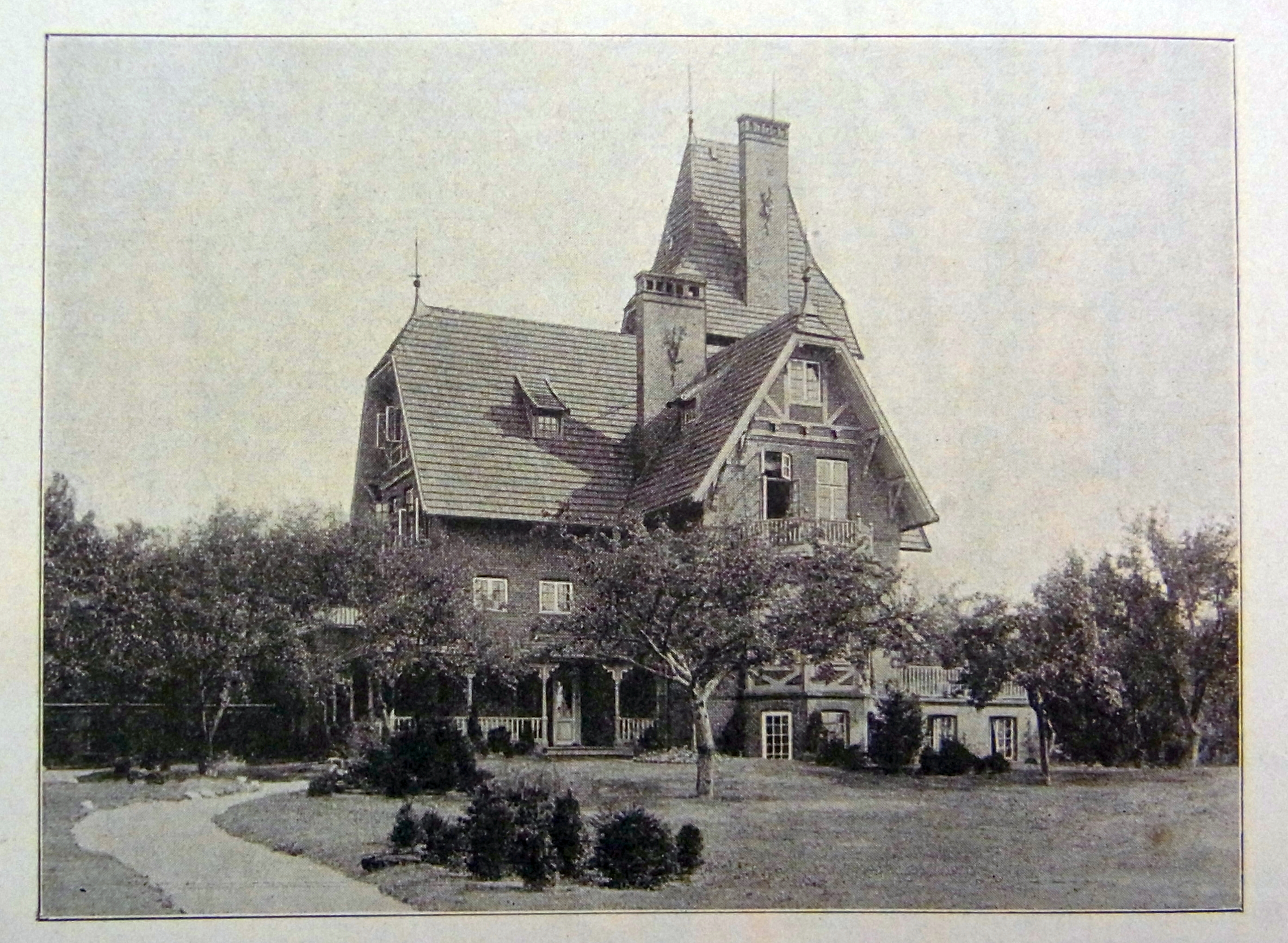
Die „Villa Waldheim“ hatte einen riesigen Garten
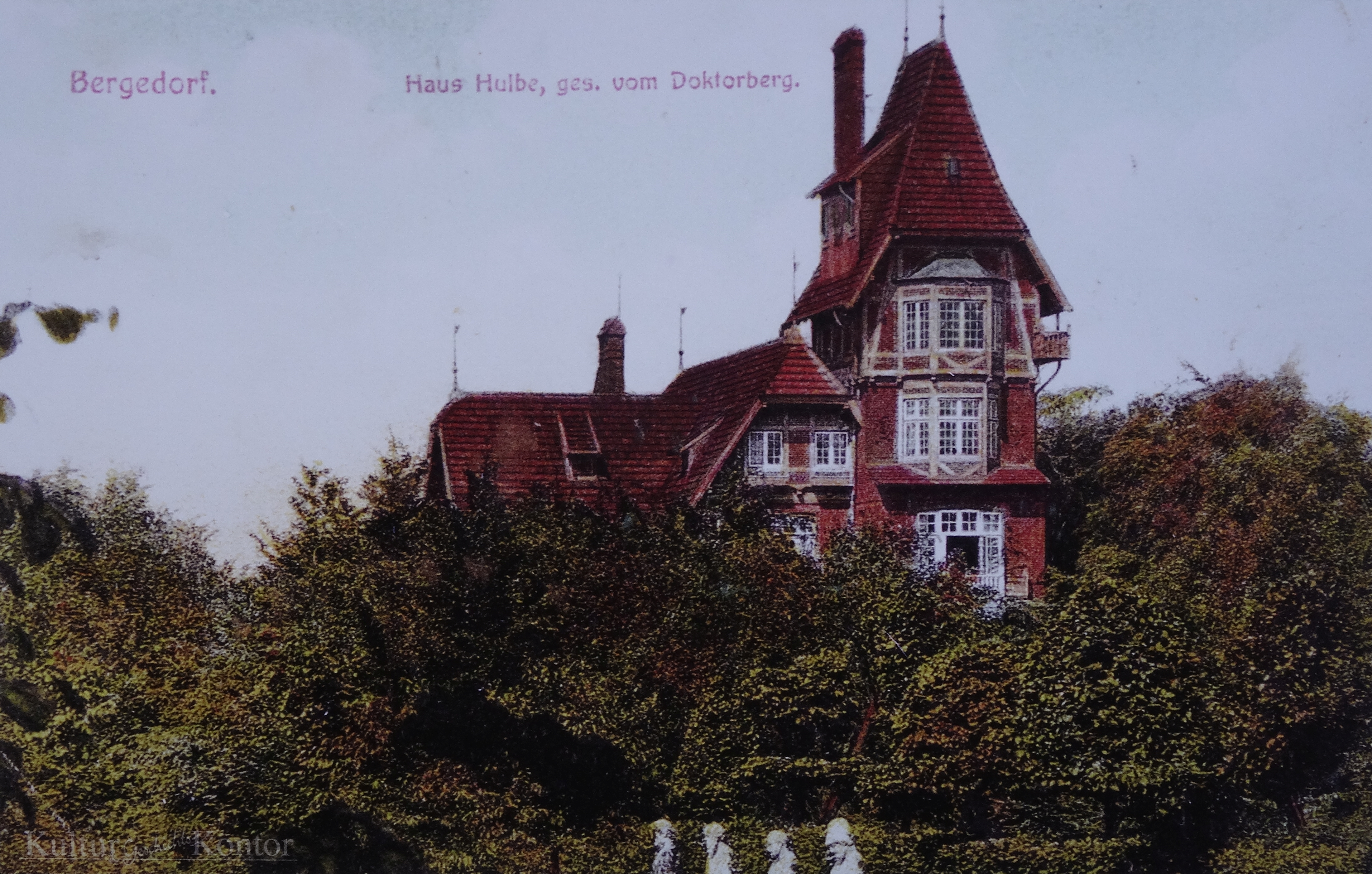
Georg Hulbes gastfreundliches Wohnhaus in Bergedorf
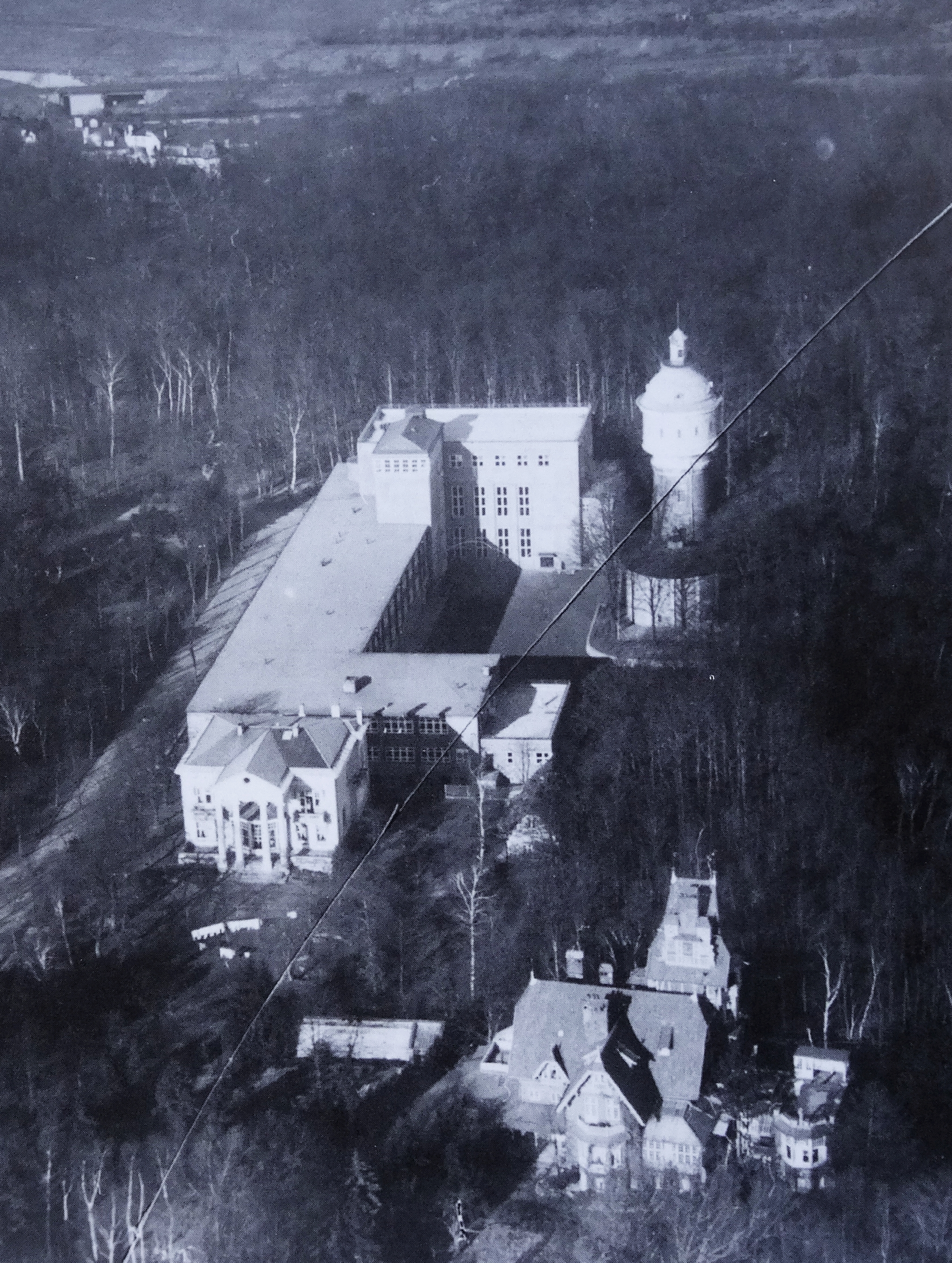
Zwei Besonderheiten gingen verloren

Georg Hulbe war zwei Mal verheiratet, 1876 und 1907. Nach dem Tod seiner ersten Frau Dorothea Maria Caroline geb. Jipp (1850–1905) heiratete er Martha Marie Anna geb. Schulze (1864–1926), eine Mitarbeiterin seiner Firma. 
Aus der ersten Ehe hatte er vier Kinder: Käthe Agnes Caroline (1878–1906), Georg Carl Adolf, der 1910 nach Chicago, Illinois in die USA auswanderte (1880–1922), Agnes Carola Elisabeth (1884–1956) und Frieda Käthe Agnes, die nur 13 Jahre alt wurde (1888–1902). 
Hulbe starb zwei Jahre nach seinem Freund Justus Brinckmann 1917 mit 66 Jahren. Er wurde auf dem Friedhof Bergedorf bestattet. Dort waren zuvor bereits seine erste Ehefrau und zwei seiner Töchter beigesetzt worden. Die Grabstätte mit dem großen Findling ist erhalten. Auf der Bronzeplatte, die in den Findling eingelassen ist, steht der Text „Wandrers Nachtlied“ von Goethe. Hulbes Erben tragen den Namen Schulze-Hulbe. Ihre Grabstätte liegt in direkter Nachbarschaft.

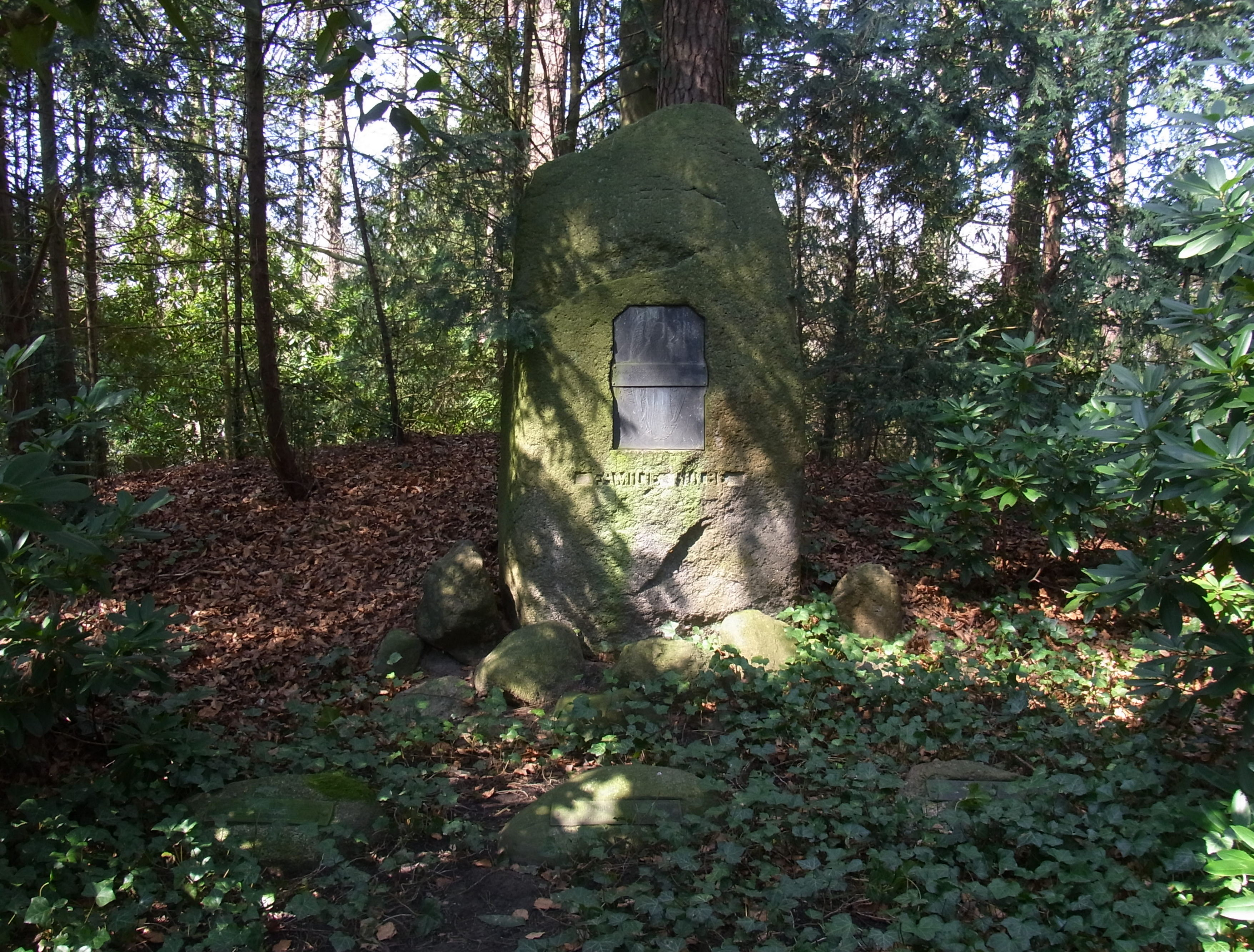
Grab der Familie Hulbe in Bergedorf
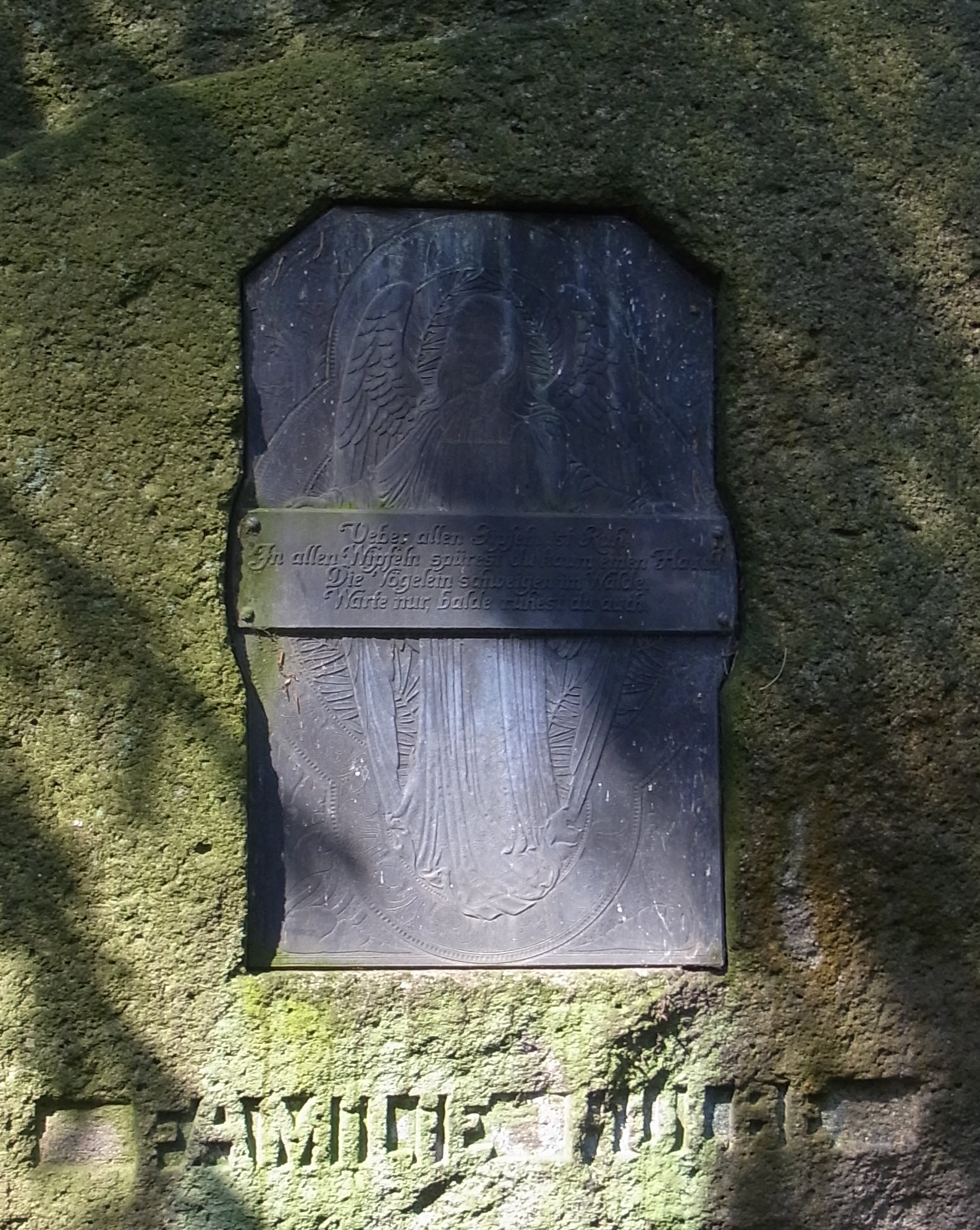
Bronzeplatte am Grab der Familie von Georg Hulbe

Sein Geschäft im Hulbe-Haus wurde weitergeführt und erst in den 1930er Jahren von seinen Erben verkauft.
Als das Hamburger Rathaus Mitte der 1990er Jahre im Zusammenhang mit seinem hundertjährigen Bestehen innen und außen restauriert wurde, konnten die Ledertapeten und Ledersessel mit Hulbes Original-Lederschnitt- und Punz-Werkzeugen bearbeitet werden, denn diese sind heute im Besitz der ältesten Lederpunzerwerkstatt Deutschlands in Hamburg, der Firma Vanino & Henkel.